# Séléfougou
Séléfougou es una ciudad y comuna del círculo de Kangaba, región de Kulikoró, Malí. Su población era de 4.633 habitantes en 2009.